# Овруцька територіальна громада
Овруцька міська територіальна громада — територіальна громада в Україні, в Коростенському районі Житомирської області. Адміністративний центр — місто Овруч.

## Територія та населення
Станом на 2019 рік, площа території — 950,26 км², населення — 35 489 осіб, з них: міське — 15 663 особи, сільське — 19 826 осіб (2019).
У 2020 році площа території громади становила 1 545,5 км², кількість населення — 36 995 осіб.

## Населені пункти
До складу громади входять 1 місто (Овруч) і 90 сіл: Базарівка, Барвінкове, Бережесть, Білокамінка, Бірківське, Богданівка, Бондарі, Бондарівка, Велика Фосня, Велика Хайча, Велика Чернігівка, Великий Кобилин, Великі Мошки, Верхня Рудня, Веселівка, Виступовичі, Гаєвичі, Гошів, Гуничі, Дівошин, Довгиничі, Дубовий Гай, Думинське, Заболоть, Заріччя, Заськи, Збраньки, Ігнатпіль, Камінь, Кирдани, Клинець, Колосівка, Коптівщина, Кораки, Коренівка, Корчівка, Красносілка, Левковицький Млинок, Левковичі, Лукішки, Мала Фосня, Мала Хайча, Мала Чернігівка, Малий Кобилин, Малі Мошки, Мамеч, Мишковичі, Млини, Мочульня, Мощаниця, Нагоряни, Невгоди, Нивки, Нижня Рудня, Новосілки, Норинськ, Оленичі, Острів, Острови, Павловичі, Павлюківка, Папірня, Підвелідники, Підруддя, Піщаниця, Покалів, Поліське, Полохачів, Потаповичі, Привар, Прилуки, Раківщина, Рудня, Рудня, Семени, Середня Рудня, Сирківщина, Скребеличі, Слобода, Слобода-Новоселицька, Слобода-Шоломківська, Смоляне, Стугівщина, Теклівка, Хлупляни, Черепин, Черепинки, Шоломки, Ясенець та Яцковичі.

## Історія
Утворена 13 квітня 2017 року шляхом об'єднання Овруцької міської та Бондарівської, Великофоснянської, Великохайчанської, Великочернігівської, Гошівської, Зарічанської, Кирданівської, Невгодівської, Норинської, Підрудянської, Піщаницької, Покалівської, Раківщинської, Хлуплянської, Черепинської, Шоломківської сільських рад Овруцького району.
20 грудня 2019 року добровільно приєдналися Левковицька і Слобідська сільські ради Овруцького району.
Відповідно до розпорядження Кабінету Міністрів України № 711-р від 12 червня 2020 року «Про визначення адміністративних центрів та затвердження територій територіальних громад Житомирської області», до складу громади були включені території Ігнатпільської та Руднянської сільських рад Овруцького району.
Відповідно до постанови Верховної Ради України від 17 червня 2020 року «Про утворення та ліквідацію районів», громада увійшла до складу новоствореного Коростенського району.

## Старостинські округи
- Бондарівський (села Бондарі, Красносілка, Бондарівка, Папірня)
- Великофоснянський (села Велика Фосня, Мала Фосня, Невгоди, Веселівка, Новосілки, Слобода-Новоселицька, Раківщина, Великі Мошки, Гуничі, Малі Мошки)
- Великохайчанський (села Велика Хайча, Мала Хайча, Великий Кобилин, Малий Кобилин)
- Великочернігівський (села Вела Чернігівка, Богданівка, Мала Чернігівка, Камінь, Мамеч, Нивки, Привар)
- Гошівський (села Гошів, Потаповичі, Базарівка, Смоляне)
- Зарічанський (села Заріччя, Острів)
- Ігнатпільський (села Ігнатпіль, Білокамінка, Млини, Павлюківка, Рудня, Семени)
- Кирданівський (села Кирдани, Дубовий Гай, Корчівка)
- Левковицький (села Левковичі, Левковицький Млинок, Острови)
- Норинський (села Норинськ, Мощаниця, Підвелідники)
- Підруднянський (села Підруддя, Колосівка, Яцковичі)
- Піщаницький (села Піщаниця, Клинець, Мишковичі, Мочульня, Павловичі, Поліське, Черепин, Заськи, Лукішки, Коренівка, Черепинки)
- Покалівський (села Покалів, Барвінкове, Гаєвичі, Дівошин, Коптівщина, Полохачів, Скребеличі, Слобода, Верхня Рудня, Середня Рудня, Нижня Рудня, Заболоть, Кораки, Ясенець)
- Руднянський (села Рудня, Бережесть, Бірківське, Виступовичі, Думинське, Прилуки)
- Хлуплянський (села Хлупляни, Нагоряни, Оленичі, Сирківщина, Стугівщина, Теклівка)
- Шоломківський (села Шоломки, Довгиничі, Збраньки, Слобода-Шоломківська)[6]